# Santuário de Nossa Senhora da Fonte
O Santuário de Nossa Senhora da Fonte (Santuario della Madonna della Fontana em língua italiana) é uma pequena Igreja que se acha em Camairago, comuna da Italia, na Província e Diocese de Lodi.

## Història
A igreja esta situada perto do rio Adda e foi construída, cerca de 1260 para um grupo de pescadores amedrontados das inundações continuadas do rio.
Perto da igreja tinha uma fonte de água que todos achavam milagorsa e que foi benta para São Carlos Borromeu.
Hoje, o pequeno Santuário é frequentado somente nos domingos e, raramente, em outras celebrações litúrgicas.

## Outras imagens

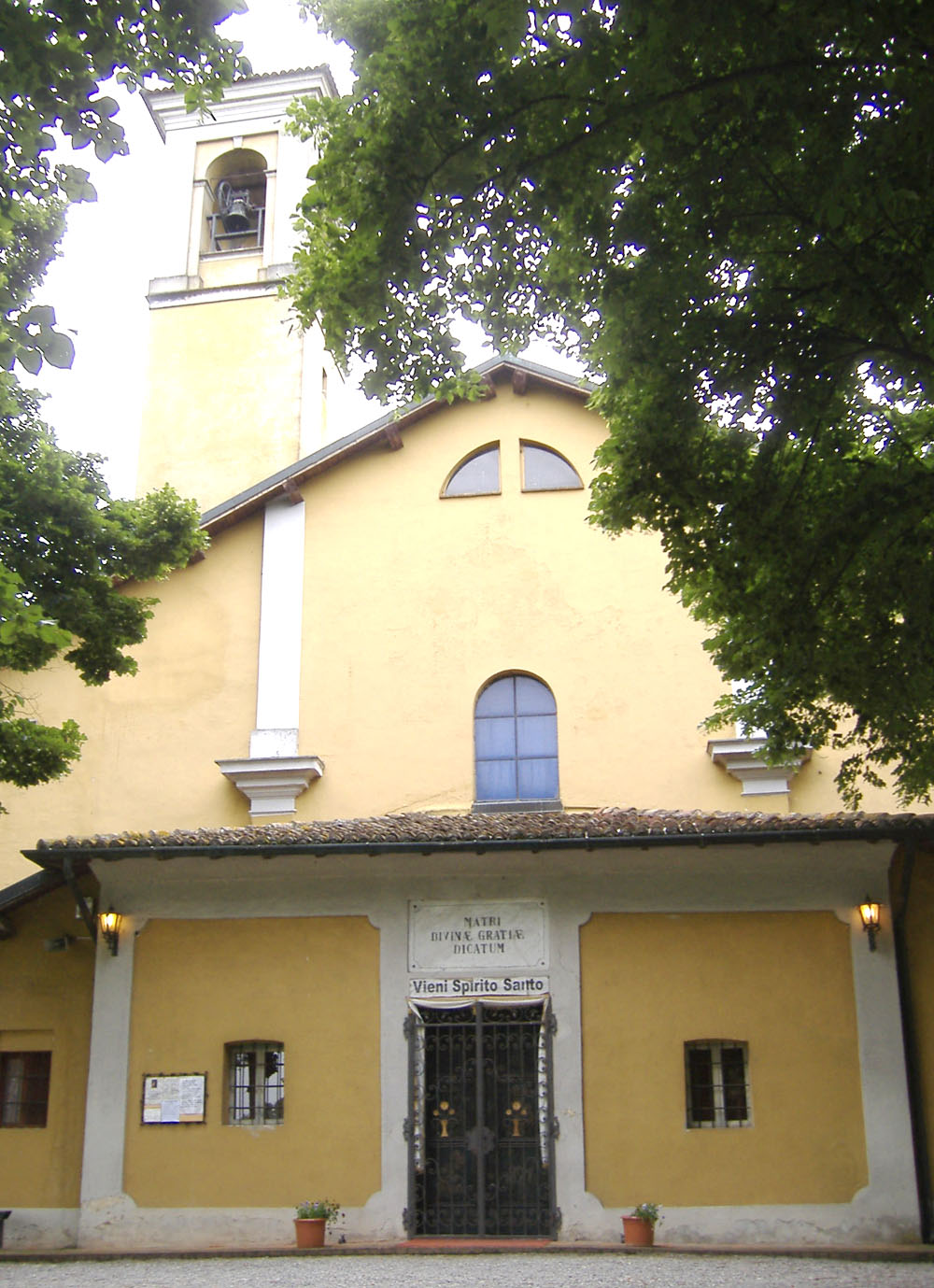
A entrada do santuário
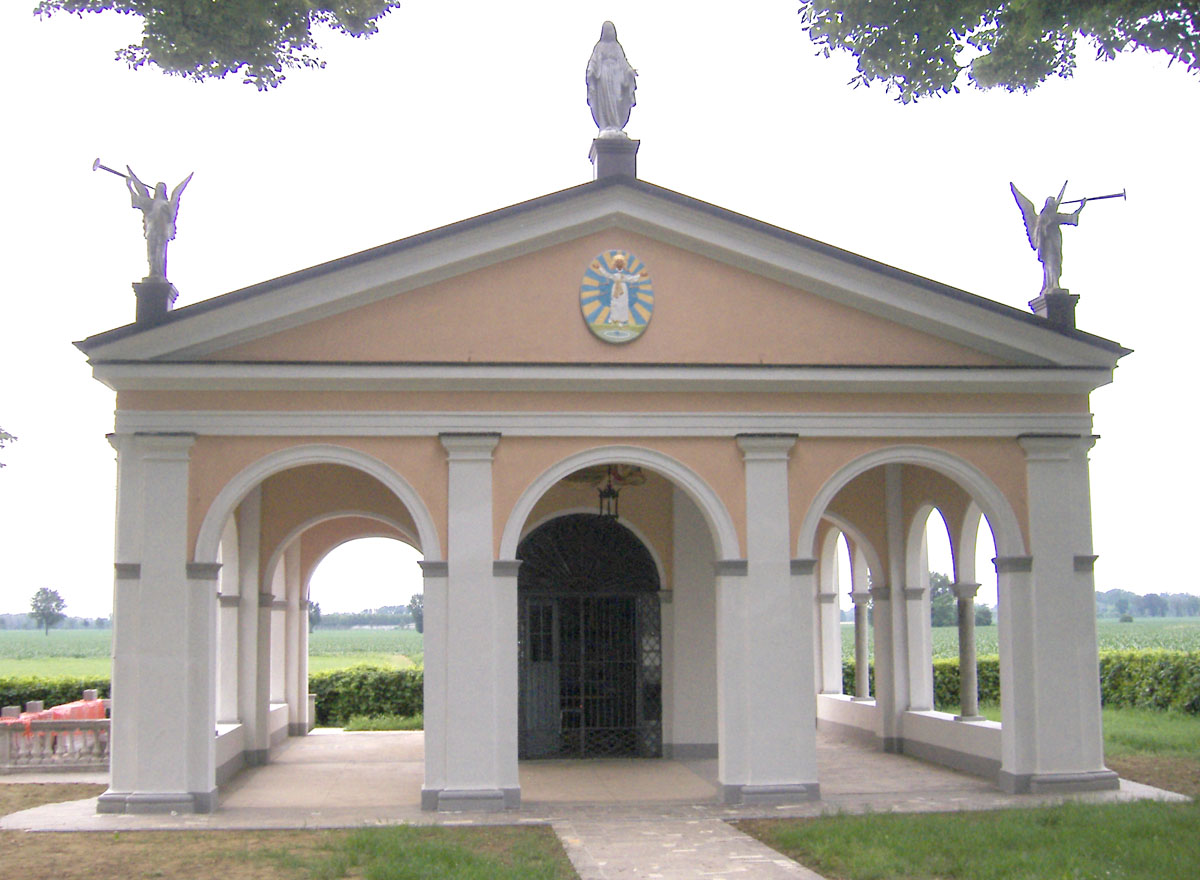
A capelinha com a fonte de água achada milagrosa